# エーリッヒ・イトル・カーン
エーリッヒ・イトル・カーン(ドイツ語: Erich Itor Kahn)(1905年7月23日 - 1956年3月5日)はドイツ出身の作曲家兼ピアニスト。

## 略歴
1905年、ヘッセン大公国、リムバッハ (オーデンヴァルト)生まれ。父は数学教師でシナゴークの先詠者であったレオポルド・カーンである。ピアノと作曲をフランクフルトのホッホ・シューレで学んだ。1928年に同校を卒業する。卒業後はフランクフルトでラジオ放送音楽部に所属し、ピアニスト、ハープ奏者、作曲家として活動した。

## ナチス政権と亡命
ナチスの政権奪取を逃れ、ひとまずはフランスのパリに亡命。ここでルネ・レイボヴィッツと個人的に親しくなり、カーンが所持していたシェーンベルク他の12音技法の作曲家の楽譜をレイボヴィッツに1937－38年頃見せたところ、レイボヴィッツはこの作曲家のグループの技法「十二音技法」を個人的に独力でマスター。1939年に「ピアノソナタ作品1, エーリッヒ・イトル・カーンへ捧ぐ」と献辞を添えて処女作を脱稿したのがレイボヴィッツの作曲家転身のきっかけとなった。レイボヴィッツの指揮者デビューから1940年代の12音技法啓蒙への動きを知る唯一の人物であった。しかし、カーンはフランスの体制をも否定しアメリカに再度亡命。1930年ごろシェーンベルクの作品を世界初演したという情報もあるようだが誤りである。
アメリカに亡命後も室内楽奏者ピアニストやラルフ・カークパトリックのためのハープシコードの作品の上演など活動を本格化させていたが、1956年に急逝。これでレイボヴィッツの作曲への道を知る人物はすべてヨーロッパから消えてしまい、レイボヴィッツの前史はラルース音楽事典に書かれた自称プロフィールが独り歩きしてしまう結果となり、後世の研究者を悩ませている。Kahn研究が本格化したのはKahnの自筆譜がドイツに戻ってきてからのことになる。
作品集がCd化されたのも遅れた。現在は「レイボヴィッツに十二音技法を教えた唯一の人物」として再評価される動きがある。

## 備考
レイボヴィッツは、彼のヴィオラとピアノのための組曲のピアノパートをオーケストレーションしている。

## 主要作品
現在はフランクフルトに作品の自筆譜が移管されている。
- Suite „Präludien zur Nacht“ (1927) für Kammerorchester
- Four Pieces On Medieval German Poems: Maria ging wohl langs dem Meer/Ich wollt mich zur lieben Maria/Maria durch ein' Dornwald ging/Ave Maria, ein Ros' ohn alle Dorn (1930) für Sopran und Klavier
- Three Bagatelles: Moderato (for Erich Schmid)/Adagio-Vivo-Adagio (for René Leibowitz)/Poco allegro (for Beveridge Webster) (1935-36) für Klavier
- Suite (1937) für Viola und Klavier, bearbeitet als Suite concertante (1937) für Violine und Orchester (Orchestration 1964 von R. Leibowitz vervollständigt)
- 8 Inventions (1937) für Klavier
- Rapsodie hassidiqe (1938) für gemischten Chor
- Trois chansons populaires: J'ai repoussé la bonne rive/D'ou vient ou le soleil s'en est allé/Dessus l'herbe (1938) für Mezzosopran und Klavier (Text: J. Leibowitz)
- Les symphonies bretonnes (1940) für Orchester
- 2 Psalmen (1940/42) für Sopran und Klavier
- 3 caprices de Paganini (1942) für Violine und Klavier
- Ciaconna dei tempi di guerra (1943) für Klavier
- Nenia Judaeis Qui Hac Aetate Perierunt für Violoncello und Klavier (1940-41) (Kahn schrieb dieses Werk „in Erinnerung an die Juden, die im Holocaust ermordet wurden“, nachdem ihm in Frankreich die Flucht aus einem Internierungslager gelungen war)
- Actus Tragicus (1946-47) für 10 Instrumente
- Short Piano Piece (1951)
- Streichquartett (1953)
- Vocalise (1954) für gemischten Chor
- 4 Nocturnes (1954) für Sopran und Klavier (Text: T. Corbière, J.P. Worlet, V. Hugo, P.B. Shelley)
- Concerto a due (op.posth) für Violine und Klavier

## 映画
- Vergessene Musik – Der Komponist Erich Itor Kahn. Produktion: Hessischer Rundfunk. Regie: Karin Alles (1993)

## ディスコグラフィー
- E. I. Kahn, Klavierwerke (Pianist: Thomas Günther). CYBELE RECORDS, SACD, 2007
- E. I. Kahn, Nenia / Streichquartett / Ciaccona (Lucas Fels, Stefan Litwin, Jean Pierre Collot, Leonardo Quartett). telos music records, 2009.